# Tirunesh Dibaba
Tirunesh Dibaba (Chefe, 1. lipnja 1985.) je etiopska dugoprugaška atletičarka, olimpijska pobjednica i svjetska prvakinja.
Natječe se u disciplinama na duge staze i međunarodnim cestovnim utrkama. Svjetska je rekorderka na 5000 metara (na vanjskim stazama).
Osvojila je tri zlatne olimpijske medalje, pet zlatnih medalja na svjetskim prvenstvima, četiri pojedinačne titule za odrasle na WCC i jedan pojedinačni WCC za juniore. Nadimak je "Uništavačica dječjeg lica" (eng. Baby Face Destroyer).
Na Svjetskom prvenstvu 2005. u Helsinkiju, postala je prva žena koja je na istom prvenstvu pobijedila u utrkama na 5000 m i 10000 m. Jedna je od dviju žena (druga je Sonia O'Sullivan) koja je na istom prvenstvu (2005. u Saint Galmieru, Francuska) osvojila kratki i dugi Cross country naslov. S naslovom svjetskog prvaka 2003., sa sa 18 godina i 90 dana, postala je najmlađa svjetska prvakinja.